# Chieko Higashiyama
Chieko Higashiyama (Chiba, 30 settembre 1890 – Yokohama, 8 maggio 1980) è stata un'attrice giapponese.
È nota soprattutto per aver recitato nel film Viaggio a Tokyo, in cui interpretava il ruolo della madre.

## Filmografia parziale
- L'idiota, regia di Akira Kurosawa, 1951
- Il tempo del raccolto del grano, regia di Yasujirō Ozu, 1951
- Vita di O-Haru, donna galante, regia di Kenji Mizoguchi, 1952
- Viaggio a Tokyo, regia di Yasujiro Ozu, 1953